# Lee Wallard
Leland R. Wallard, detto Lee (Schenectady, 7 settembre 1910 – St. Petersburg, 28 novembre 1963), è stato un pilota automobilistico statunitense, vincitore della 500 Miglia di Indianapolis nel 1951 su una vettura Kurtis Kraft con motore Offenhauser.

## Carriera
Tra il 1950 e il 1960 la 500 Miglia faceva parte del Campionato mondiale di Formula 1, per questo motivo Wallard ha all'attivo anche 2 Gran Premi e una vittoria in F1, con una fantastica media vittorie / gare disputate del 50%.
Poco tempo dopo il successo di Indianapolis fu vittima di incidente nel quale riportò ustioni di terzo grado. Ritentò solamente tre anni dopo la qualificazione alla 500 Miglia, ma non ebbe successo ed abbandonò definitivamente l'automobilismo.
Morì nel 1963 a causa di un infarto. Oggi riposa nel cimitero di Prospect Hill a Guilderand, New York.

## Risultati alla 500 Miglia di Indianapolis
| Anno   | N° auto | Partito | Media qualifica | Finito | Giri | Giri in testa | Causa ritiro |
| ------ | ------- | ------- | --------------- | ------ | ---- | ------------- | ------------ |
| 1948   | 91      | 28º     | 128.420         | 7º     | 200  | 0             | /            |
| 1949   | 6       | 20º     | 128.912         | 23º    | 55   | 19            | Cambio       |
| 1950   | 8       | 23º     | 132.436         | 6º     | 136  | 0             | /            |
| 1951   | 99      | 2º      | 135.039         | 1º     | 200  | 159           | /            |
| Totale | Totale  | Totale  | Totale          | Totale | 591  | 178           |              |

## Risultati in Formula 1
| 1950 | Scuderia | Vettura |  |  |   |  |  |  |  |  |  | Punti | Pos. |
| ---- | -------- | ------- |  |  | - |  |  |  |  |  |  | ----- | ---- |
| 1950 | Moore    | Moore   |  |  | 6 |  |  |  |  |  |  | 0     |      |

| 1951 | Scuderia         | Vettura      |  |   |  |  |  |  |  |  |  | Punti | Pos. |
| ---- | ---------------- | ------------ |  | - |  |  |  |  |  |  |  | ----- | ---- |
| 1951 | Murrell Belanger | Kurtis Kraft |  | 1 |  |  |  |  |  |  |  | 9     | 7º   |

| 1954 | Scuderia         | Vettura      |  |    |  |  |  |  |  |  |  | Punti | Pos. |
| ---- | ---------------- | ------------ |  | -- |  |  |  |  |  |  |  | ----- | ---- |
| 1954 | Murrell Belanger | Kurtis Kraft |  | NQ |  |  |  |  |  |  |  | 0     |      |

| Legenda | 1º posto     | 2º posto | 3º posto    | A punti         | Senza punti/Non class.  | Grassetto – Pole position Corsivo – Giro più veloce |
| Legenda | Squalificato | Ritirato | Non partito | Non qualificato | Solo prove/Terzo pilota | Grassetto – Pole position Corsivo – Giro più veloce |